# Dolichoderus modiglianii
Dolichoderus modiglianii är en myrart som beskrevs av Carlo Emery 1900. Dolichoderus modiglianii ingår i släktet Dolichoderus och familjen myror.

## Underarter
Arten delas in i följande underarter:
- D. m. modiglianii
- D. m. rubescens